# Berfu Cengiz
Berfu Cengiz (Adana, 18 ottobre 1999) è una tennista turca.

## Carriera
Berfu Cengiz ha vinto 8 titoli in singolare e 8 titoli in doppio nel circuito ITF in carriera. Il 23 dicembre 2024 ha raggiunto il best ranking in singolare raggiungendo la 190ª posizione mondiale, mentre il 26 febbraio 2024 ha raggiunto la 214ª posizione in doppio.
Fa parte della squadra turca di Fed Cup compiendo il suo debutto nel 2019, dove ha un bilancio complessivo di 9 vittorie e 10 sconfitte.
Ha fatto il suo debutto nel circuito maggiore al TEB BNP Paribas İstanbul Cup 2015, grazie ad una wildcard per le qualificazioni, dove ha sconfitto nel primo turno la testa di serie numero 13 Julija Bejhel'zymer, per poi perdere al turno finale dalla russa Aleksandra Panova.
Al TEB BNP Paribas İstanbul Cup 2020, Berfu compie il suo debutto in un tabellone principale sempre grazie ad una wildcard; nel primo turno, viene sconfitta dalla testa di serie numero 3 Polona Hercog in due set.
Durante l'Open delle Puglie 2023, sconfigge al primo turno la testa di serie numero 8 Noma Noha Akugue in due set; nel secondo turno, viene sconfitta a sorpresa dalla wildcard di casa Jennifer Ruggeri racimolando appena due giochi.
Al Grand Prix SAR La Princesse Lalla Meryem 2024 riesce a superare brillantemente le qualificazioni, avendo la meglio sulla testa di serie numero 5 Fanny Stollár al tie-break del terzo set e la maltese Francesca Curmi. Nel primo turno, viene sconfitta dalla bulgara Viktorija Tomova in due parziali.
Il 12 luglio 2025, Berfu raggiunge la sua prima finale WTA 125 della carriera in doppio al Nordea Open, disputato a Båstad, dove in coppia con la spagnola Irene Burillo, sono state sconfitte dalla coppia ceca numero 2 del tabellone Jesika Malečková e Miriam Škoch con il punteggio di 4-6, 3-6.

## Circuito WTA 125

### Doppio

#### Sconfitte (1)
| N. | Data           | Torneo               | Superficie  | Compagna      | Avversarie in finale          | Punteggio |
| 1. | 12 luglio 2025 | Swedish Open, Båstad | Terra rossa | Irene Burillo | Jesika Malečková Miriam Škoch | 4-6, 3-6  |

## Statistiche ITF

### Singolare

#### Vittorie (8)
| Torneo $100.000 (0) |
| Torneo $80.000 (0)  |
| Torneo $75.000 (0)  |
| Torneo $60.000 (0)  |
| Torneo $50.000 (0)  |
| Torneo $40.000 (3)  |
| Torneo $25.000 (1)  |
| Torneo $15.000 (3)  |
| Torneo $10.000 (1)  |

| N. | Data            | Torneo                                            | Superficie  | Avversaria in finale      | Punteggio        |
| 1. | 21 agosto 2016  | Soho Square Egypt Women's Future, Sharm el-Sheikh | Cemento     | Anette Munozova           | 6-2, 6-4         |
| 2. | 11 giugno 2017  | Banjaluka Ladies Open, Banja Luka                 | Terra rossa | Nina Potočnik             | 6-4, 3-6, 6-3    |
| 3. | 4 marzo 2018    | Soho Square Egypt Women's Future, Sharm el-Sheikh | Cemento     | Julija Hatoŭka            | 6-3, 4-6, 6-3    |
| 4. | 16 gennaio 2021 | Artengo Open Series, Adalia                       | Terra rossa | İpek Öz                   | 3-6, 6-2, 6-4    |
| 5. | 4 febbraio 2023 | CMDX Open, Città del Messico                      | Cemento     | Yuan Yue                  | 6-4, 1-6, 7-6(9) |
| 6. | 12 maggio 2024  | Women's Båstad, Båstad                            | Terra rossa | Gergana Topalova          | 6-4, 6-2         |
| 7. | 2 giugno 2024   | ITF Ladies NRW International, Troisdorf           | Terra rossa | Susan Bandecchi           | 6-1, 2-6, 6-3    |
| 8. | 23 giugno 2024  | Swedish Ladies, Ystad                             | Terra rossa | Irene Burillo Escorihuela | 6-3, 3-6, 6-3    |

#### Sconfitte (6)
| Torneo $100.000 (0) |
| Torneo $80.000 (0)  |
| Torneo $75.000 (0)  |
| Torneo $60.000 (1)  |
| Torneo $50.000 (0)  |
| Torneo $40.000 (0)  |
| Torneo $25.000 (2)  |
| Torneo $15.000 (2)  |
| Torneo $10.000 (1)  |

| N. | Data             | Torneo                              | Superficie  | Avversaria in finale  | Punteggio        |
| 1. | 1º marzo 2015    | Tennis Organisation Cup, Adalia     | Terra rossa | Diana Enache          | 6-4, 4-6, 0-6    |
| 2. | 1º ottobre 2017  | ATCL Women's Future, Jounieh        | Terra rossa | Clothilde de Bernardi | 0-6, 4-6         |
| 3. | 23 febbraio 2020 | Jodhpur Open, Jodhpur               | Cemento     | Ankita Raina          | 5-7, 1-6         |
| 4. | 20 dicembre 2020 | GD Tennis Academy, Adalia           | Terra rossa | Diane Parry           | 3-6, 1-6         |
| 5. | 30 aprile 2023   | Istanbul Cup, Istanbul              | Terra rossa | Irina Bara            | 7-6(2), 4-6, 1-6 |
| 6. | 7 luglio 2024    | Amstelveen Women's Open, Amstelveen | Terra rossa | Jaimee Fourlis        | 6(2)-7, 6-2, 1-6 |

### Doppio

#### Vittorie (8)
| Torneo $100.000 (0) |
| Torneo $80.000 (1)  |
| Torneo $75.000 (0)  |
| Torneo $60.000 (0)  |
| Torneo $50.000 (0)  |
| Torneo $40.000 (1)  |
| Torneo $25.000 (1)  |
| Torneo $15.000 (3)  |
| Torneo $10.000 (2)  |

| N. | Data              | Torneo                            | Superficie  | Compagna           | Avversaria in finale                  | Punteggio         |
| 1. | 15 ottobre 2016   | GD Tennis Academy, Antalya        | Terra rossa | Ani Vangelova      | Cristina Adamescu Sadafmoch Tolibava  | 6-3, 6-4          |
| 2. | 19 novembre 2016  | GD Tennis Academy, Antalya        | Terra rossa | Olga Danilović     | Tayisiya Morderger Yana Morderger     | 6–4, 6–4          |
| 3. | 9 giugno 2017     | Banjaluka Ladies Open, Banja Luka | Terra rossa | Ani Vangelova      | Riya Bhatia Tamara Čurović            | 7-5, 7-6(4)       |
| 4. | 12 agosto 2017    | Kosa Wos Cup, Istanbul            | Cemento     | İpek Öz            | Vasilisa Aponasenko Tea Faber         | 6-4, 6-1          |
| 5. | 30 settembre 2017 | ATCL Women's Future, Jounieh      | Terra rossa | Ola Abou Zekry     | Jacqueline Cabaj Awad Fanny Östlund   | 6-4, 7-5          |
| 6. | 21 luglio 2018    | President's Cup, Astana           | Cemento     | Anna Danilina      | Akgul Amanmuradova Ekaterine Gorgodze | 3–6, 6–3, [10–7]  |
| 7. | 8 giugno 2019     | Fergana Challenger, Fergana       | Cemento     | Nigina Abduraimova | Isabella Bozicevic Ksenija Laskutova  | 4-6, 6-1, [10-3]  |
| 8. | 4 febbraio 2023   | CMDX Open, Città del Messico      | Cemento     | Sofia Sewing       | Suzan Lamens Darja Semeņistaja        | 6-1, 1-6, [12-10] |

#### Sconfitte (13)
| Torneo $100.000 (0) |
| Torneo $80.000 (0)  |
| Torneo $75.000 (0)  |
| Torneo $60.000 (0)  |
| Torneo $50.000 (0)  |
| Torneo $40.000 (0)  |
| Torneo $25.000 (0)  |
| Torneo $15.000 (0)  |
| Torneo $10.000 (0)  |

| N.  | Data             | Torneo                                                     | Superficie  | Compagna                   | Avversaria in finale                 | Punteggio           |
| 24. | 20 agosto 2016   | Jolie Ville Golf Women's, Sharm el-Sheikh                  | Cemento     | Dhruthi Tatachar Venugopal | Despoina Papamichaīl Ana Veselinović | 6(4)-6, 6-1, [5-10] |
| 2.  | 12 novembre 2016 | GD Tennis Academy, Antalya                                 | Terra rossa | Melis Sezer                | Diana Chodan Marija Korytceva        | 1-6, 4-6            |
| 3.  | 22 ottobre 2017  | Óbidos Ladies Open, Óbidos                                 | Sintetico   | Katie Swan                 | Ol'ga Dorošina Jana Sizikova         | 2-6, 2-6            |
| 4.  | 27 gennaio 2018  | Soho Square Egypt Women's Future, Sharm el-Sheikh          | Cemento     | Jasmina Tinjić             | Jade Lewis Erin Routliffe            | 1-6, 7-5, [10-12]   |
| 5.  | 10 giugno 2018   | Óbidos Ladies Open, Óbidos                                 | Sintetico   | Sara Tomic                 | Linnea Malmqvist Angelica Moratelli  | 5-7, 1-2 rit.       |
| 6.  | 21 dicembre 2018 | IWTC Tournament, Navi Mumbai                               | Cemento     | Jessy Rompies              | Albina Khabibulina Ekaterina Jašina  | 2-6, 1-6            |
| 7.  | 7 dicembre 2019  | Precision Solapur Open Women's ITF, Solapur                | Cemento     | Despoina Papamichaīl       | Ulrikke Eikeri Ankita Raina          | 7-5, 4-6, [3-10]    |
| 8.  | 7 marzo 2020     | The Ilana Kloss International, Potchefstroom               | Cemento     | Paige Hourigan             | Samantha Murray Sharan Fanny Stollár | 1-6, 1-6            |
| 9.  | 3 aprile 2021    | Al Habtoor Women's Open, Dubai                             | Cemento     | İpek Öz                    | Emina Bektas Tara Moore              | 5-7, 6-4, [7-10]    |
| 10. | 19 giugno 2021   | Figueira da Foz International Ladies Open, Figueira da Foz | Cemento     | Anastasija Tichonova       | Alicia Barnett Olivia Nicholls       | 3-6, 6(3)-7         |
| 11. | 30 aprile 2022   | Edge Istanbul, Istanbul                                    | Terra rossa | Anastasija Tichonova       | Maja Chwalińska Jesika Malečková     | 6-2, 4-6, [7-10]    |
| 12. | 1º aprile 2023   | Open 3C Seine-et-Marne, Croissy-Beaubourg                  | Cemento (i) | Jodie Burrage              | Greet Minnen Yanina Wickmayer        | 4-6, 4-6            |
| 13. | 16 giugno 2023   | Open Arcadis Brezo Osuna, Madrid                           | Cemento     | Destanee Aiava             | Makenna Jones Jamie Loeb             | 4-6, 7-5, [6-10]    |